# Walden

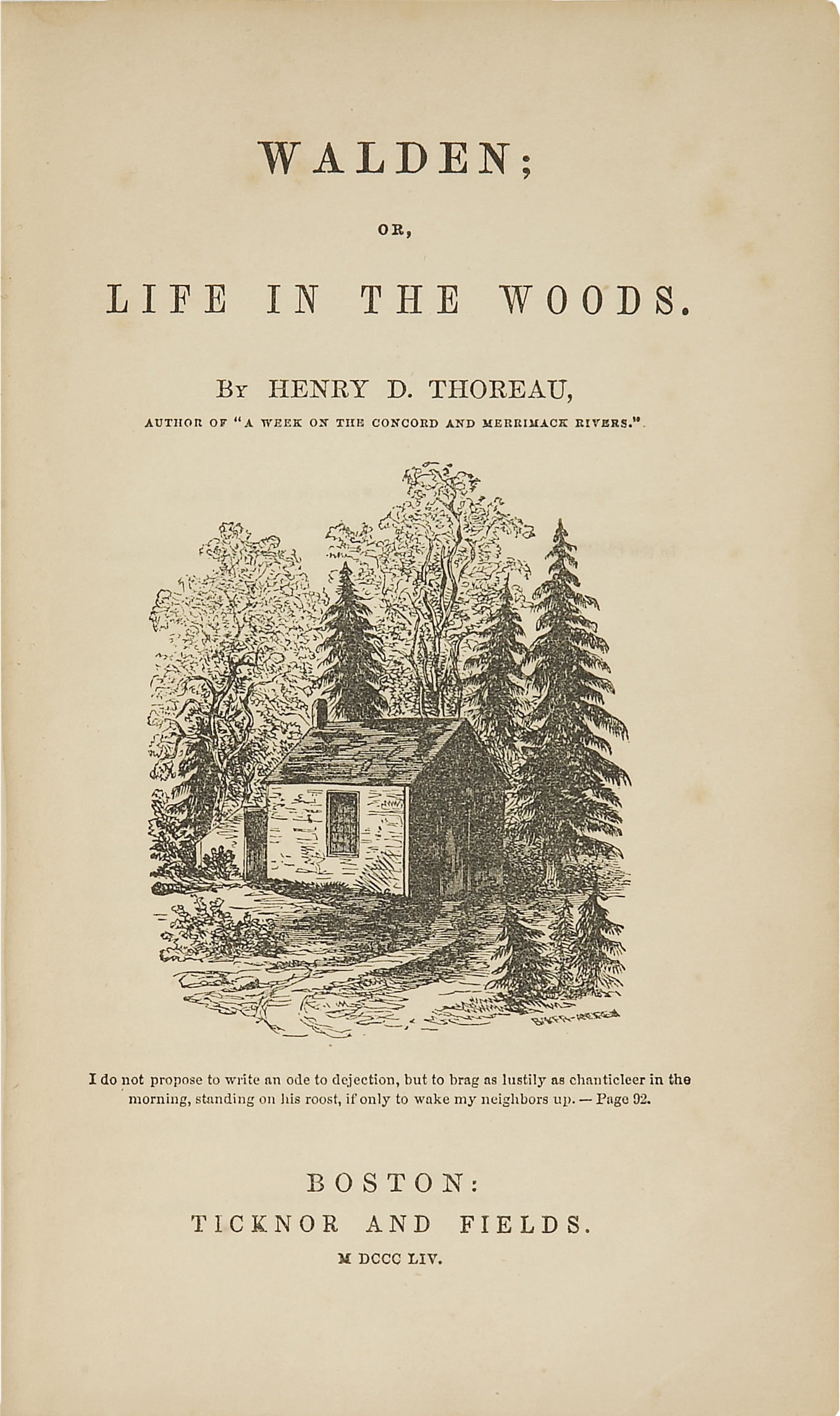
Titelbild der Originalausgabe aus dem Jahr 1854

Walden oder Leben in den Wäldern (englischer Originaltitel Walden; or, Life in the Woods) – auch als Walden oder Hüttenleben im Walde erschienen – ist ein Buch des amerikanischen Schriftstellers Henry David Thoreau aus dem Jahr 1854 über sein zeitweiliges Leben als Aussteiger, das zum „Klassiker aller Alternativen“ wurde.

## Inhalt

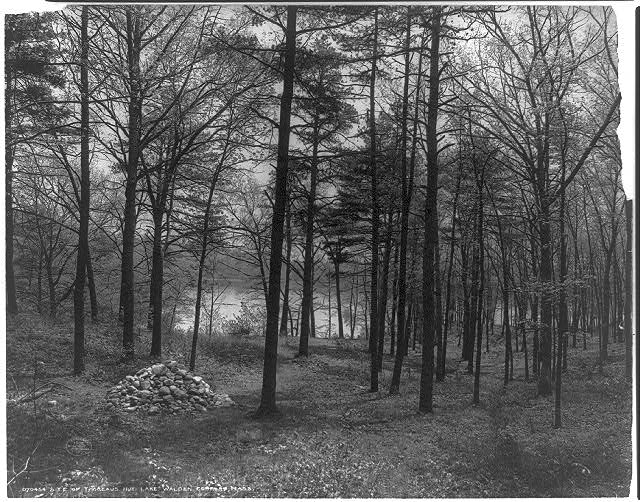
Der Ort, an dem Thoreaus Blockhütte stand, im Jahr 1908

In Walden beschreibt Thoreau sein Leben in einer Blockhütte, die er sich 1845 in den Wäldern von Concord (Massachusetts) am See Walden Pond auf einem Grundstück seines Freundes Ralph Waldo Emerson baute, um dort für mehr als zwei Jahre der industrialisierten Massengesellschaft der jungen USA den Rücken zu kehren. Nach eigener Aussage ging es ihm dabei jedoch nicht um eine naive Weltflucht, sondern um den Versuch, einen alternativen und ausgewogenen Lebensstil zu verwirklichen:

„Ich zog in den Wald, weil ich den Wunsch hatte, mit Überlegung zu leben, dem eigentlichen, wirklichen Leben näher zu treten, zu sehen, ob ich nicht lernen konnte, was es zu lehren hätte, damit ich nicht, wenn es zum Sterben ginge, einsehen müsste, dass ich nicht gelebt hatte. Ich wollte nicht das leben, was nicht Leben war; das Leben ist so kostbar. Auch wollte ich keine Entsagung üben, außer es wurde unumgänglich notwendig. Ich wollte tief leben, alles Mark des Lebens aussaugen, so hart und spartanisch leben, dass alles, was nicht Leben war, in die Flucht geschlagen wurde.“

Das 1854 veröffentlichte Buch kann nicht als Roman im eigentlichen Sinne angesehen werden, vielmehr ist es eine Zusammenfassung und Ausformung seiner Tagebucheinträge, die er in den symbolischen Zyklus eines Jahres integriert und zusammenfasst. Dabei ist sein Stil geprägt von hoher Flexibilität und Sprachkunst, die die Übertragung in andere Sprachen oft erschwert hat.
Die achtzehn Kapitel des Buches sind unterschiedlichen Aspekten menschlichen Daseins gewidmet, so enthält es zum Beispiel Reflexionen über die Ökonomie, über die Einsamkeit, Betrachtungen über die Tiere des Waldes oder über die Lektüre klassischer literarischer Werke.

## Zur Buchausgabe
Die Zeichnung der Blockhütte, die als Vorlage für die Titelseite der Erstausgabe von 1854 diente, stammte von Thoreaus Schwester Sophia.
Im März 1862, zwei Monate vor seinem Tod, bat Thoreau seine Verleger Ticknor & Fields, den Untertitel Life in the Woods in einer anstehenden Neuausgabe nicht mehr zu verwenden. Sie kamen diesem Wunsch nach, er wurde jedoch in späteren Ausgaben wieder eingesetzt.

## Rezeption

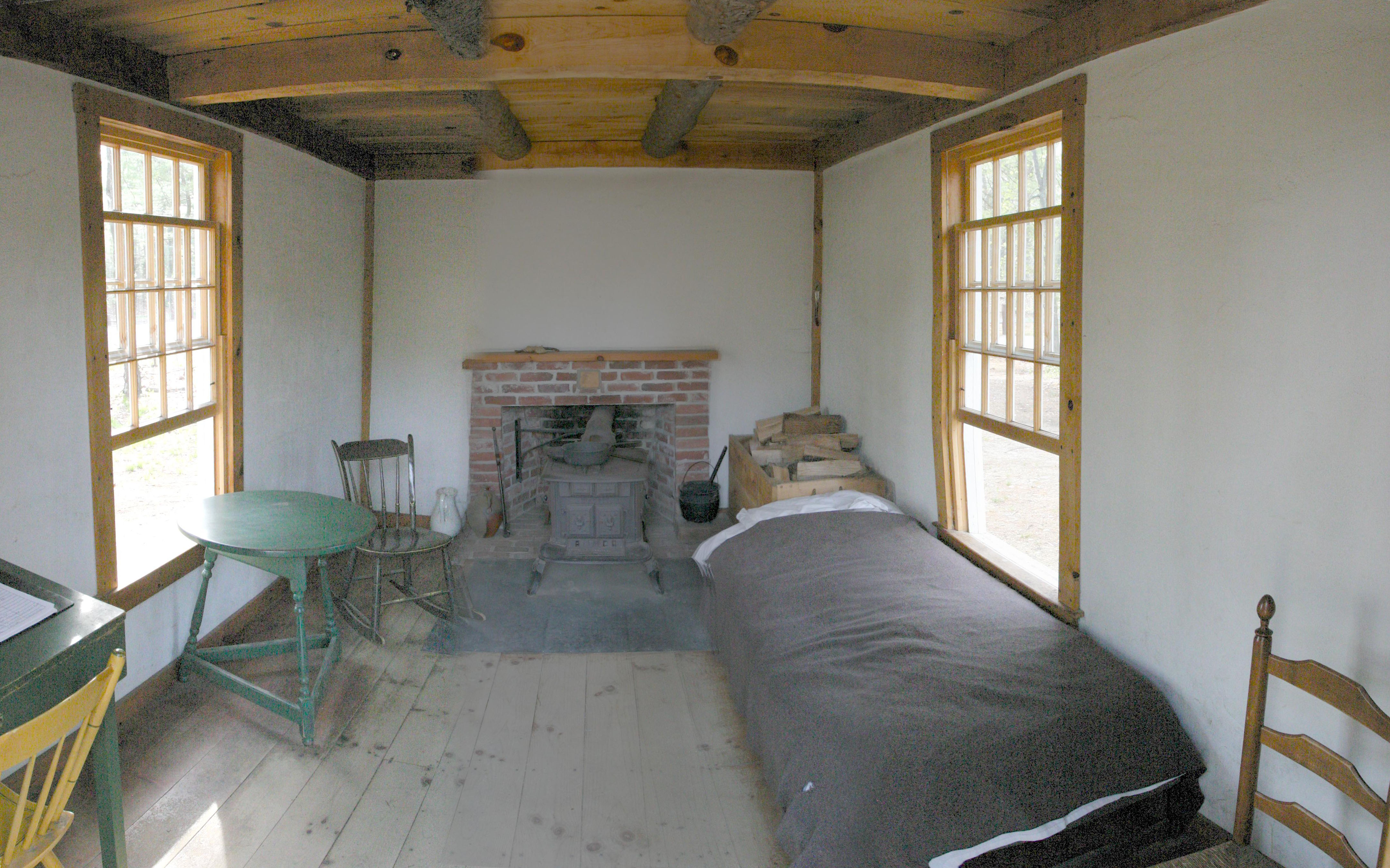
Rekonstruktion des Innern von Henry David Thoreaus Hütte, die am Strand des Walden Pond in Massachusetts stand.

Die Wirkung von Walden steht in der Tradition des amerikanischen Transzendentalismus: Thoreau war eine Zeit lang der Sekretär Ralph Waldo Emersons, bevor er dessen Grundidee der Notwendigkeit eines gelegentlichen Lebens in Übereinstimmung mit der Natur in seinem Experiment praktisch zu bestätigen suchte. Er war darüber hinaus eng mit Nathaniel Hawthorne befreundet.
Walden hat heute einen festen Platz unter den einflussreichsten Büchern der amerikanischen Literaturgeschichte. In vormarxistischer Zeit war es in vielen Arbeiterhaushalten zu finden, im 20. Jahrhundert inspirierte es die Naturschutzbewegung ebenso wie die 68er-Generation. Auch außerhalb der Vereinigten Staaten fand es breite Anerkennung; so berief sich beispielsweise Mahatma Gandhi mit seinem Ideal des gewaltfreien Widerstandes und seiner asketischen Lebensführung ausdrücklich auf Walden. Mit seiner Utopie bezieht sich auch Burrhus Frederic Skinner (Walden Two) schon im Titel auf Thoreau, während Rubén Ardila (Walden Tres) und Rolf Todesco (Walden III) sich praktisch nur auf Skinner beziehen.
Ein Zitat aus dem letzten Kapitel des Buchs erlangte besondere Bekanntheit:

„Wozu diese verzweifelte Jagd nach Erfolg, noch dazu in so waghalsigen Unternehmungen? Wenn ein Mann nicht (Gleich-) Schritt mit seinen Kameraden hält, dann vielleicht deshalb, weil er einen anderen Trommler hört. Lasst ihn zu der Musik marschieren, die er hört, in welchem Takt und wie fern sie auch sei. Es ist nicht wichtig, dass ein Mensch so schnell reift wie ein Apfelbaum oder eine Eiche. Soll er denn seinen Frühling zum Sommer machen?“

Ab Ende der 1870er Jahre begann sich die Rezeption von „hears a different drummer“ in den Vereinigten Staaten zu entwickeln und wurde Mitte der 1950er Jahre intensiver. Ab den 1960er Jahren verbreitete sich dann die Redewendung march to [the beat of] a different drummer/drum, die auch in der Abwandlung bang[ing] on a different drum vorkommt. Im britischen Englisch entwickelte sich daraus march to [the beat of] a different tune.
Walden ist als Lektüre der Protagonisten Black und Blue ein Bezugstext in Paul Austers Roman Schlagschatten. 
Im Film Der Club der toten Dichter wird das oben zitierte Motto aus Walden als Eröffnungsspruch zu jeder „Sitzung“ des Clubs von allen Mitgliedern gemeinsam rezitiert.
Jocelyne Saucier hat in ihrem Roman Ein Leben mehr einige Motivstränge aus Walden aufgenommen, insbesondere das Leben in einer einsamen Hütte im Wald, als Aussteiger (hier Pensionäre), und eine deutlich kritische Sicht auf den Staat, bei ihr repräsentiert durch Personen des Sozialwesens, die sich einmischen, durch die Polizei, die gegen Cannabisplantagen im Wald vorgeht, und durch psychiatrische Heime, die ihre Bewohner kommandieren und lediglich verwahren statt sie zu heilen. Darüber hinaus verfügt der Roman über eine ganze Reihe anderer Motivstränge.
Im Jahr 2000 verarbeitete der tschechische Komponist Martin Smolka Texte aus Thoreaus Werk in seiner Komposition Walden, the Distiller of Celestial Dews.
Im Jahr 2017 erschien das Videospiel Walden, a game.
Sebastian Guhr beschreibt in seinem Roman Mr. Lincoln & Mr. Thoreau einige Szenen aus Thoreaus Leben, darunter seine Zeit am Walden-See und seinen Konflikt mit den Bewohnern Concords.

## Zitate aus Walden
- „Ich hatte drei Kalksteine auf meinem Pult liegen, fand aber zu meinem Entsetzen, dass sie tägliches Abstauben benötigten, während mein geistiger Hausrat noch unabgestaubt dastand, und voller Abscheu warf ich sie zum Fenster hinaus.“
- „Das eine wenigstens lernte ich bei meinem Experiment: Wenn jemand vertrauensvoll in der Richtung seiner Träume vorwärts schreitet und danach strebt, das Leben, das er sich einbildete, zu leben, so wird er Erfolge haben, von denen er sich in gewöhnlichen Stunden nichts träumen ließ. Er wird mancherlei hinter sich lassen, wird eine unsichtbare Grenze überschreiten. Neue, allgemeine und freiere Gesetze werden sich um ihn und in ihm bilden oder die alten werden ausgedehnt und zu seinen Gunsten in freierem Sinne ausgelegt werden.“

## Übersetzungen ins Deutsche
- Emma Emmerich, München 1897 (Digitalisat – Internet Archive).
- Wilhelm Nobbe, Jena 1905 (Digitalisat – Internet Archive).
- Franz Meyer, Berlin 1914.
- Siegfried Lang, Zürich 1945.
- Anneliese Dangel, Leipzig 1949.
- Erika Ziha, Wien 1961 (Titel: Leben. Ein unversuchtes Experiment.).
- Fritz Güttinger, Zürich 1972.
- Emma Emmerich und Tatjana Fischer, Zürich 1985. Neuausgabe 2015 (Diogenes Verlag).
- Erika Ziha. Erg. und überarb. von Sophie Zeitz, München 1999.
- Fritz Güttinger. Überarbeitete Neuausgabe von Susanne Ostwald, München 2020 (Manesse Verlag).

## Ausgaben
Englische Ausgaben
- Walden. A fully annotated edition. Edited by Jeffrey S. Cramer. Yale University Press, New Haven CT 2004, ISBN 0-300-10466-9.

Deutsche Ausgaben
(Siehe auch obigen Abschnitt Übersetzungen ins Deutsche).
- Walden oder Leben in den Wäldern. Aus dem Amerikanischen von Wilhelm Nobbe. Eugen Diederichs, Jena 1922 (zuerst 1905) (E-Book bei Projekt Gutenberg-DE).
- Walden oder Leben in den Wäldern. Aus dem Amerikanischen von Emma Emmerich. 22. Auflage. Diogenes, Zürich 2007 (zuerst 1897; überarb.), ISBN 978-3-257-20019-5.
- Walden oder Hüttenleben im Walde. Aus dem Amerikanischen übersetzt und mit einem Nachwort von Fritz Güttinger. Manesse, Zürich 2005, ISBN 3-7175-1440-7.

## Dokumentation
- Das Leben in den Wäldern. Nach Walden oder Leben in den Wäldern von Henry David Thoreau (F, 2022, Regie: Marie-Ève De Grave)